# Глебович, Антоний Болеслав
Антоний Болеслав Глебо́вич (пол. Antoni Bolesław Hlebowicz; 1801—1847) — польский публицист, переводчик и издатель.

## Биография
Антоний Глебович родился 14 июля 1801 года в городе Гродно (ныне Республика Беларусь). Получил образование (одновременно с Адамом Мицкевичем) в Виленском университете на отделении словесных наук и изящных художеств, которое окончил со степенью кандидата философии. 
По окончании университета он служил первоначально в городе Санкт-Петербурге по Министерству народного просвещения Российской империи. 
В 1830 году А. Б. Глебович прибыл в Варшаву и в 1833 году получил место секретаря Совета народного просвещения. 
В 1834 году он был назначен генеральным визитатором школ Царства Польского, а в 1837 году — светским членом правления Варшавской римско-католической духовной академии. 
В 1841 году основал и до самой своей смерти издавал ежемесячный духовный журнал «Pamiętnik religijno-moralny». 
Глебовичу принадлежит множество трудов, включая оригинальные и переводные, на русском и польском языках (см. Библиография): часть из них опубликованы в журналах «Dziennik Warszawski» и «Dzieje dobroczynnosci». 
Антоний Болеслав Глебович умер 29 мая 1847 года в Варшаве. Похороны состоялись 1 июня 1847 года в церкви Святого Александра после чего он был похоронен на кладбище Старые Повонзки.

## Избранная библиография
- "Krótki rys życia Witolda, wielkiego Księcia Litewskiego" (Wilno, 1821), труд, написанный под руководством Онацевича;
- "Rzut oka na starożytną literature skandynawską" (Wilno, 1822), перевод с русского труда И. Лобойки;
- "Krótkie opisanie statoźytncści rossyjskich, czyli obraz życia, zwyczajów, rządu, edukacyi, praw, religii i stanu wojennego dawnych Rossyjan", 2 тома (Wilno, 1822), сокращенное переложение труда Гавр. Успенского "Опыт повествования о российских древностях";
- "Эфология, или наука о нравах и обыкновениях", сочинение девицы Черноцкой, перевод с польского ("Северный Архив" 1822 г., ч. 4);
- "Gramatyka rossyjska dla użytku cudzoziemców Ch. Ph. Reiffa" (Wilno, 1823), перевод с французского с дополнениями;
- "Литовская мифология" ("Северный Архив" 1824 г., ч. 9), статья написана по Стрыйковскому и посвящена М. П. Погодину;
- "Rys statystyki państwa rossyjskiego" (Warszawa, 1826), сокращение "Опыта начертания статистики главнейших государств" (М., 1824 г.);
- "Początkowe prawidla rossyiskiéj gramatyki M. Grecza" "Warsz., 1834), перевод русской грамматики Греча, принятый в училищах и выдержавший несколько изданий;
- "Rozmowy polsko-rossyjskie" (Warsz., 1836), составлено по поручению Совета народного просвещения.